# یوهانس فان اسپنگن
یوهانس فان اسپنگن (هلندی: Johannes van Spengen; ۲۰ فوریهٔ ۱۸۸۷ – ۹ ژوئن ۱۹۳۶) دوچرخه‌سوار اهل هلند بود.